# Stefan Krauter

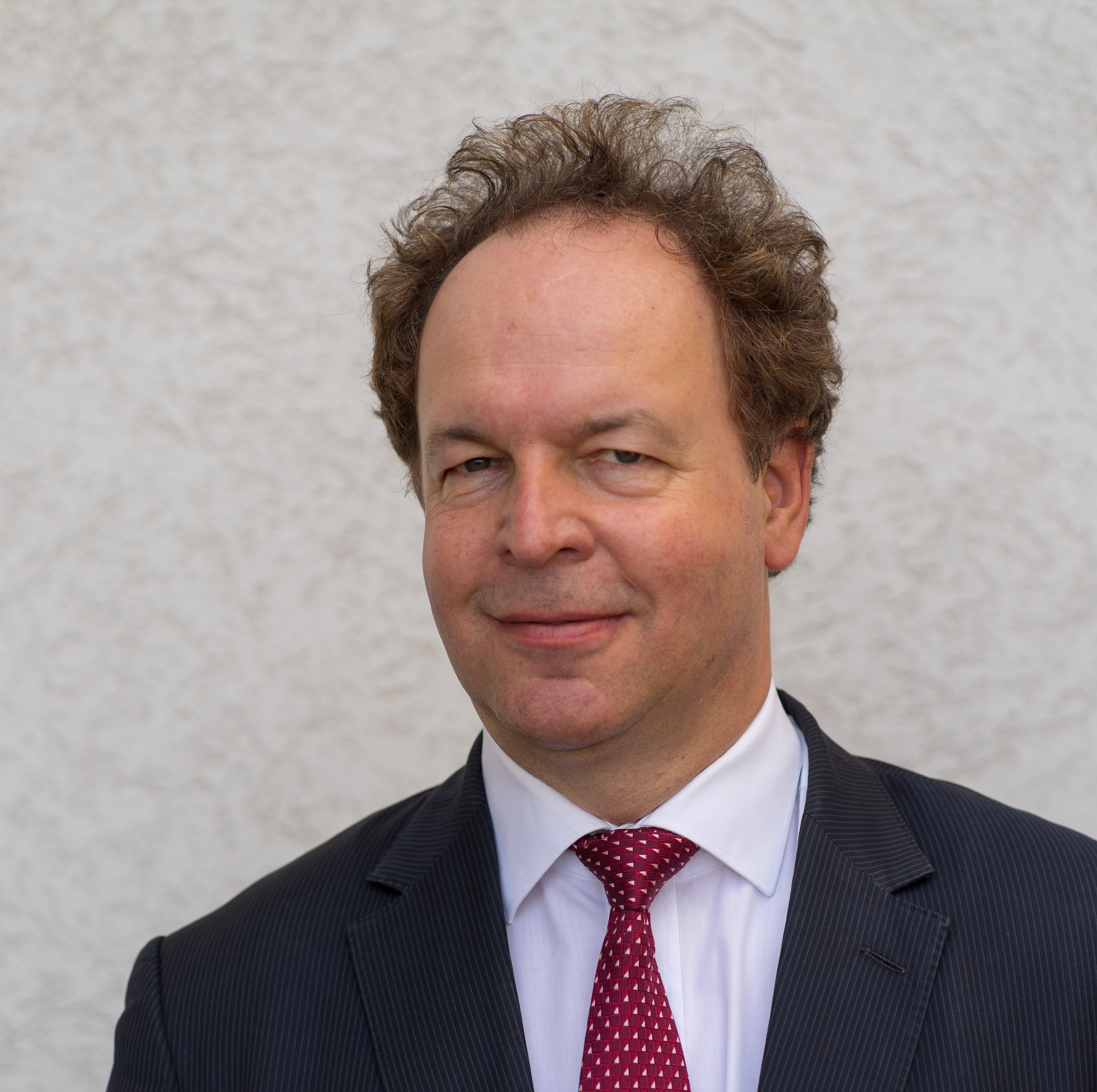
Stefan Krauter (2020)

Stefan Krauter (* 1963 in Göppingen) ist ein deutscher Professor und Unternehmer im Bereich der Erneuerbaren Energien. Seine Aktivitäten in Lehre und Forschung wie auch im unternehmerischen Bereich dienen dazu, global eine nachhaltige Energieversorgung zu realisieren. Er hat sich dabei auf die direkte Umwandlung von Licht in elektrischen Strom, die Photovoltaik (insbesondere deren Systemtechnik), spezialisiert.
Er initiierte und organisierte in Rio de Janeiro mehrere Kongresse (RIO 02/3/5/6/9/12/15 – World Climate & Energy Events) mit angeschlossener Messe, um in diesem Bereich die Vision des UNCED Earth Summits von Rio im Jahre 1992 aufrechtzuerhalten.

## Leben
Von 1982 bis 1988 studierte Krauter Elektro- und Informationstechnik an der Technischen Universität München (TUM).
Von 1989 bis 1993 wurde er über das optische, thermische und elektrische Betriebsmodell von photovoltaischen Modulen an der Technischen Universität Berlin (TUB) bei Rolf Hanitsch promoviert, währenddessen war er als wissenschaftlicher Mitarbeiter an der TUB am Fachbereich Elektrotechnik tätig.
1996 gründete er mit Paul Grunow, Saleh El-Khatib, Birgit Flore, Johannes Grosse Boymann, Alexander Voigt und der Wuseltronik GbR Forschung und Entwicklung (Reiner Lemoine, Stefan Fütterer, Peter Fischer, Martin Sauter, Jürgen Hiller) die Solon AG, später Solon SE, die 1998 als erstes Unternehmen für Solartechnik in Deutschland an der Börse notiert wurde, 2006 bis September 2009 im TecDAX enthalten war, am 13. Dezember 2011 Insolvenz beantragt hat und unter der ISIN DE0007471195 geführt wurde.
1998 wurde er an der Technischen Universität Berlin über die energetische Bilanzierung von Photovoltaik-Kraftwerken unter Berücksichtigung der Reduktion des anthropogenen CO2-Ausstoßes habilitiert.
Von 1998 bis 2005 hatte er eine Gastprofessur für alternative Energien an der Bundesuniversität von Rio de Janeiro (UFRJ-COPPE-EE) und an der Landesuniversität von Ceará (UECE) in Brasilien inne.
1999 gründete er in Rio de Janeiro die Riosolar Ltda, eine Gesellschaft für Planung, Installation und Betrieb von Photovoltaik-Energieversorgungssystemen.
In den Jahren 2002, 2003, 2005, 2006, 2009, 2012 und 2015 organisierte er die RIO – World Climate & Energy Events (Klimaschutz durch nachhaltige Energien) und die Latin America Renewable Energy Fair (LAREF, deutsch: Lateinamerikanische Messe für erneuerbare Energien). Im Jahre 2005 organisierte er eine Volksuni für Nachhaltigkeit & Energie in Fortaleza, Brasilien.
Von 2005 bis 2010 war er außerplanmäßiger Professor für photovoltaische Energiesysteme an der Technischen Universität Berlin.
2006 gründete er zusammen mit Paul Grunow, Sven Lehmann und Jürgen Arp das Photovoltaik-Institut Berlin AG (PI-Berlin AG).
Von 2008 bis 2010 war er Professor für photovoltaische Energiesysteme an der Hochschule Biberach. Seit 2010 ist er Professor und Lehrstuhlinhaber für Elektrische Energietechnik - Nachhaltige Energiekonzepte an der Universität Paderborn.

## Auszeichnungen
- 1996: Berliner Solarpreis[2]
- 2006: Green Prize of the Americas[3]
- 2015: Best Poster Award by IEEE PV-Specialists Conference[4]

## Publikationen
- S. Krauter: Betriebsmodell der optischen, thermischen und elektrischen Parameter von PV-Modulen. ISBN 3-929937-41-7, Köster: Berlin, 1993.
- S. Krauter: Energetische Bilanzierung von Photovoltaik-Kraftwerken unter Berücksichtigung der Reduktion des anthropogenen CO2-Ausstoßes. ISBN 3-18-339206-2, Fortschritts-Berichte Reihe 6 Energietechnik Nr. 392, VDI-Verlag: Düsseldorf, 1998.
- S. Krauter, L. P. Rosa, P. T. Landsberg: Proceedings of RIO 02 – World Climate & Energy Event, Hrsg.: S. Krauter, L. P. Rosa, (Buch mit CD) Imprinta Press, Rio de Janeiro (Brasilien), ISBN 85-902710-1-3, 366 Seiten, Januar 2002.
- S. Krauter: Solar Electric Power Generation. 1. Auflage, ISBN 978-3-540-31345-8, Springer: Berlin, Heidelberg, New York, 2006.
- S. Krauter: Simple and effective methods to match photovoltaic power generation to the grid load profile for a PV based energy system. Solar Energy, Volume 159C (2018) S. 768–776.[5]